# Лос Баньос
Лос Баньос (на английски: Los Banos) е град в окръг Мърсед, щата Калифорния, САЩ. Лос Баньос е с население от 39 183 жители (по приблизителна оценка от 2017 г.) и обща площ от 21,1 km². Намира се на 36 m надморска височина. ЗИП кодовете му са 93635, а телефонният му код е 209.